# كارلوس سانتيبانييز
كارلوس سانتيبانييز (بالإسبانية: Carlos Santibáñez)‏ هو لاعب كرة قدم أرجنتيني في مركز الوسط، ولد في 30 أغسطس 1986 في San Isidro Partido ‏ في الأرجنتين. لعب مع أرجنتينوس جونيورز وديفينسوريس دي بيلغرانو.

## وصلات خارجية
- كارلوس سانتيبانييز على موقع قاعدة بيانات كرة القدم.إي يو (الإنجليزية)
- كارلوس سانتيبانييز على موقع Soccerway.com (الإنجليزية)